# ゆうしゃのがっこ〜!
『ゆうしゃのがっこ～！』は、合同会社フロンティアファクトリーより運営されていたプレイバイウェブ（PBW）。同社では5作目のPBWタイトルとなる。
キャッチフレーズは「学園×魔法×中世ファンタジー！ あなただけの「ゆうしゃ」の物語がここにある……！」。
2018年10月にティザーサイトが公開、その後事前登録期間を経て2018年11月30日よりユーザー本登録と正式サービスが開始された。
運営元のフロンティアファクトリーのPBWコンテンツ終了に伴い、2022年12月31日をもってサービスを終了した。

## 概要
世界に魔王が君臨し、世界征服を掲げ各地に厄災を齎した『魔王事変』と言う事件を発端として、魔王に対する存在を育成する名目で設立された特別ギルド「魔法学園フトゥールム・スクエア」を舞台に冒険をくり広げる青春学園ファンタジーＰＢＷ。プレイヤーは学園の新入生となって各地で起きる魔物達の侵略や学園内でのトラブルを解決していき、いずれはかつて魔王を封印した勇者達に続く英雄を目指す、といった内容。
プレイヤーは、自分のキャラクターのイラストや声をイラストレーターや声優にオーダーメイドで注文し、作成して貰うことでキャラクターの自己紹介ページなどに掲載できる他、自由度の高い育成システムやＴＲＰＧを彷彿とさせる独自の戦闘システムが特徴的。

## ゲーム内容

### 世界設定
遥か昔、神様によって世界が想像され、命が生まれた。神様は世界に精霊を放ち、生き物に魔法の力を授ける。精霊から授けられた魔法の力により、生き物たちは様々な成長を遂げる。中でも特に力の強い精霊に愛された種族「七選」と、多様な精霊や種族と友好を築いた人間族は、着々と成長を加速させていった。
そんなある日、前触れもなく何処からとも知れず世界に魔王が降臨する。魔王は瞬く間に多数の魔物を生み出すと同時に世界各地に侵略を行った。対する各種族はそれぞれ抵抗を行うも、次第に劣勢に追い込まれていく。ここからの長きに渡る一連の騒乱が、後に『魔王事変』と呼ばれるようになる。
魔王による脅威にさらされる中、人間族と「七選」から武芸や魔法の力に突如目覚めた者が現れ始める。それぞれが戦乱に喘ぐ各地に赴き、土地の種族と共同して魔物討伐を行う戦士達。人はいつしか彼らの事を「勇者」と呼んでたたえる様になった。中でも後に伝説と語られる人間族の勇者一行は苛烈な戦いの末、魔王と一部の魔族を魔法の宝玉に封印する事に成功する。
しかし『魔王事変』を通して多くの犠牲を出した各種族は、魔王封印後も世界に残る魔物を倒す新しい勇者達を必要とする。その為に各国が力を結集し、のちに「魔法学園フトゥールム・スクエア」となる特別ギルドが打ち立てられると多くの戦士達もまたこのギルドに属し、次世代の「勇者」と称される者達が各地へ排出されていくこととなる。
そうして、魔王封印から2000年以上。勇者に連なる者達の活躍によって魔族や魔物の脅威も薄れ、その存在がいわゆる天災のように扱われるようになった時代。かつては次世代勇者の育成を掲げていた魔法学園も今では「安定した地位と職業、いざという時に魔物の脅威に対抗する力を得られる学園」になり果てていた。
こうした、ある種危険と隣り合わせの平和に慣れきってしまっているところから、物語は始まっていく。

### 用語
世界（らこん・ぱるしょん）
ラコン・パルション。「ゆうしゃのがっこ～！」における世界そのもの。
プレイヤーが「ゆうしゃのがっこ～！」世界を個別認識する為の名称であり、キャラクターの共通知識としてこの名称が存在する訳ではない。
魔王事変（まおうじへん）
世界「ラコン・パルション」における史上最大最悪の侵略戦争。
魔王と名乗る存在、及びその配下の魔物達と、各種族の戦士達による長きに渡る戦いの総称。
勇者（ゆうしゃ）
魔王事変を終結に導き、魔王を封印した９人の勇敢なる戦士達。その全てが人間族であったと伝えられている。
また、ラコン・パルションにおける現在では、魔物などと戦うことに特化した専門技術者のことを勇者と呼ぶ。
七選（しちせん）
人間族以外で、特に力の強い精霊に愛された七つの種族の総称。
ドラゴニア、ローレライ、エリアル、ルネサンス、カルマ、リバイバル、アークライトのこと。
魔法学園フトゥールム・スクエア（まほうがくえん―）
魔王に対する存在を育成する名目で設立された特別ギルド。通称「ゆうしゃのがっこー」
基礎教養や一般常識の授業から、戦闘訓練や魔法教習まで行う世界で唯一の「新たな勇者を育成することを目的とした」学校。

### 種族
このゲームにおける「種族」とは、生物を生まれ持った特徴毎に区分する際の名称の事である。現在は知的交流を行える種族として、「七選（シチセン）」と「人間族」が確認されており、上記以外の全てを「その他生物」とする形で三種類に大別されている。プレイヤーが作れるキャラクターは以下の８種族。
ヒューマン
人間族。人間的特徴を持つ「純種」のみの種族。特筆すべき特徴はないものの、その分様々な個性を持ち得る。あらゆる属性に親和性を持つ。
ドラゴニア
古龍族。人間的特徴を持つ「人種」とドラゴンその物の「純種」が存在する。
個体数が非常に少ない一方で、過酷な高地や山脈を住居とする為、肉体は屈強で力が強い。火属性に親和性を持ち、水属性を苦手とする。
ローレライ
泡麗族。人間的特徴を持つ「人種」と液体が命を宿したようなスライム状の「純種」が存在する。
極めて長命で見た目と年齢が一致しない。体の殆どが液体で出来ており、魔法の扱いに長ける。水属性に親和性を持ち、雷属性を苦手とする。
エリアル
妖精族。人間に近い大きさの「エルフタイプ」と小さくて羽が生えた「フェアリータイプ」が存在する。
温厚な性質で戦闘が不得意な種族ではあるが、第六感が強く様々な幸運を引き寄せやすい。風属性に親和性を持ち、火属性を苦手とする。
ルネサンス
祖流族。耳と尻尾だけ獣。いわゆる獣人に近い「人種」とより獣としての特徴を強く残す「純種」が存在する。
「地上での活動を基本とする、尻尾を持った四足歩行動物」と、「人間種」を混ぜたような半獣種族。土属性に親和性を持ち、風属性を苦手とする。
カルマ
魔生族。純種と人種の区別がない上、起源も不明の「魔力によって生きている生命体」。
見た目はヒューマンと変わりないが、肉体そのものは頑丈で強靭。左手か右手（利き手）に１つ、それ以外体のどこかに１つ。
２つの魔法陣によって生命を維持しており、２つとも破壊されると崩壊するという特徴を持つ。雷属性に親和性を持ち、土属性を苦手とする。
リバイバル
魂霊族。純種と人種の区別がない、強い想いを持って死んだヒューマンの魂の結晶。
リバイバルになる直前の記憶を持つ者は存在せず、実体も無いが魔力で仮初の肉体を構成する。闇属性に親和性を持ち、光属性を苦手とする。
アークライト
天遣族。純種と人種の区別がない、光の精霊から力を借りた特別なヒューマン。翼と光輪を持つ天使の様な姿。
『覚醒』と言う特殊な能力を持ち、覚醒しない限り実体を持たない。また、覚醒することで一時的に飛行能力も得られる。
但し、初めての覚醒時期が何歳であろうとも10年～20年ほどすると寿命を迎え消滅する、と非常に短命。
なお、プレイヤーがキャラクター登録出来るのはこの初覚醒後に限られる。光属性に親和性を持ち、闇属性を苦手とする。

### 専攻
かつて魔王を封印した「伝説の勇者」達は全部で９人いると言われている。「フトゥールム・スクエア」では、この９人の勇者の伝説に合わせ、授業内容を９つのコースに分類。プレイヤーはこの内１つのコースを最初に選択して、専攻していくことになる。
勇者・英雄コース
悪を挫き、正義を助ける救世主を育成するコース。学園で最も人気の高いコースであり、物理、魔法両面の技術が修得できる。
魔王・覇王コース
世界に求められているであろう真の魔王を目指すコース。勇者と対になるように、配下となる魔物を操る技術などが修得できる。
武神・無双コース
限界に挑み続ける強さの探求者を育てるコース。物理面での攻撃能力と、属性に対する耐久力を引き上げる技術が修得できる。
村人・従者コース
世界を生き抜くために必要な最低限のルールを体得出来るコース。様々な処世術や奉仕術、媚びへつらう技術を修得できる。
黒幕・暗躍コース
世界に爪痕を残すべく、野心を燃やす生徒に人気のコース。暗殺術、隠密術と言った、存在を秘匿する技術を修得できる。
芸能・芸術コース
芸術を持って全ての問題を制する、偶像になりきるコース。歌と踊りを中心に世界中に溢れたあらゆる芸術を修得できる。
王様・貴族コース
世界各地から来学された王族／貴族のご子息／ご息女様が学びあそばれるコース。上流階級や社交界の知識と技術を修得できる。
賢者・導師コース
世界に溢れる魔法という未知について、徹底的に研究していくコース。火、水、土、風、雷、光、闇の七属性魔法を満遍なく修得できる。
教祖・聖職コース
全生命が直面する死と消滅について、徹底的に研究していくコース。蘇生や治癒・浄化と言った回復魔法を専門に修得できる。

## システム

### 育成システム
エピソード
学園からの課題と言う位置付けで、学園内のトラブルに対処したり学外へ冒険に出る育成コンテンツ。
プレイヤーはゲームマスターの作成したオープニングを読んだ上で任意のエピソードに参加し、
自分のキャラクターの装備を整え、技能を設定し、同じエピソードに参加した
他のプレイヤー達との相談を通して作戦を考え、それらを纏めたものを各プレイヤーがそれぞれ
キャラクターの行動をプランと言う形で送ることでオープニングで示された課題の達成を試みる。
行動した結果どうなったかは各ゲームマスターによって小説形式で執筆され、成功・失敗といった判定が行われる。
これに伴い経験値や、後述の技能を修得する為に必要なポイントが得られる。と言う最も基本となる育成システム。
技能の修得
ゲーム内の様々な行動で取得出来る「どりょく」「ゆうじょう」「きぼう」「げんき」を消費し、技能を修得する。
技能には「戦闘／一般」と「専攻／共通」、「アクティブ／パッシブ」という区分が存在しており、
それぞれ、戦闘ルールで用いる「戦闘技能」。戦闘以外の場で用いる「一般技能」。
各コースを専攻しているキャラクターだけが修得出来る「専攻技能」。誰でも修得出来る「共通技能」。
任意宣言を必要とするアクティブ技能。自動で発動するパッシブ技能。と言う違いを有する。
また、後述の戦闘ルールの特性から、各スキルの大半は使用可能な場面にも制限がかかっており、
更に修得した戦闘スキルは各キャラクターにつき４種類までしか設定する事が出来ない。
その為、プレイヤーは自分のキャラクターをどういう場面で活躍させたいかと言う取捨選択を求められる。

### 戦闘システム
戦闘ルール
「フェイズ」「ターン」「ラウンド」の３種の時間軸と、バトルマップと言う距離の概念により、
ＰＢＷ業界では珍しい、複数の計算式を用いた複雑な戦闘ルールを採用している。
殆どの場合、７フェイズ＝１ターン、２ターン＝１ラウンドとなるが、先行・後攻すら一定ではない。
１ターンを構成する７つのフェイズにはそれぞれ出来ること、出来ないことが定められている。
戦闘前の事前準備を意味するフェイズ１、先行後攻を判定するフェイズ３と言った様に、
キャラクターに設定している技能が使えるタイミングもこれらフェイズに依存し、常に同じ戦術は通じない。
仲間達の設定した技能の組み合わせによるコンボや、シナジー（相乗効果)を意識することで、
より効率的な戦闘を行うことが出来るなど、ルールの理解が困難な分奥の深い戦闘システムになっている。

### 未実装の機能
- ギルドバトル
- レイドバトル
- クラブエピソード
- ユニーク必殺技の修得

## 登場人物
メメ・メメル
声 - 西寺みふゆ
人間族。賢者・導師コース専攻。魔法学園フトゥールム・スクエアの現学園長。
見た目は14歳の合法ロリ。中身は見た目より相当年上であることが示唆されている。
優秀な賢者・導師コース卒業生であることを示す『精霊賢者』の異名を有する極めて優秀な魔法使いだが、
性格は非常に自由奔放かつ適当。気まぐれで天候を操作するなど、学園におけるトラブルメーカー筆頭。
コルネ・ワルフルド
声 - 鈴香夏目
祖流族。武神・無双コース専攻。魔法学園の教師にして、新入生への対応や広報を担当。
素直で優しい皆のお姉さんで、公式Twitterでのイベント告知なども行っている。
好き勝手に行動するメメ学園長に振り回される学園の良心的存在だが、怒ると吠える。

## スタッフ
- シナリオディレクター - 桂木京介
- シナリオディレクター - pnkjynp
- ボイスディレクター - 西寺みふゆ